# Callicarpa furfuracea
Callicarpa furfuracea là một loài thực vật có hoa trong họ Hoa môi. Loài này được Ridl. mô tả khoa học đầu tiên năm 1920.